# Hogyha hozzád járulunk
A Hogyha hozzád járulunk nagybőjti egyházi népének. Dallamát Lányi Ernő, szövegét Geréb Kázmér írta.

## Kotta és dallam
| Hogyha hozzád járulunk, szemünk könnybe lábad, S úgy csókoljuk, ó Urunk, drága keresztfádat, Amelyen kegyetlen kínozták szent tested, Amelyet szent kebled drága vére festett.  | Krisztusnak szent keresztje győzedelmi zászlónk, Amellyel megszerezte üdvünket Megváltónk. Hitünknek, üdvünknek drága szent jelvénye, Szent kereszt, te jelezd: mily nagy hitünk fénye. | Hisszük: égi székéből az Isten leszálla És egy szűznek méhéből testet vett magára. Keresztre szegezve kigúnyolni merték, Sebezték szent testét s szívét általverték. |
| Ezt a sok kínt érettünk kellett elszenvedned, Hogy nekünk, kik vétettünk, megnyissad a mennyet. Hálánkat irántad csak azzal tudatjuk, Hogy e szent kenyeret és bort bemutatjuk. | Amikor szent lelkedet, Megváltónk, kiadtad, A világ megreszketett, megrendült alattad. Föld és ég hirdették, hogy Te vagy, szent Isten, Akit áld és imád a világon minden.              | |

## Felvételek
- Hogyha hozzád járulunk. Hittansuli (Hozzáférés: 2017. január 30.) (audió) arch
- Hogyha hozzád járulunk - énekversenyhez. gloria.tv (Hozzáférés: 2017. január 30.) (audió)
- SZVU 60 Hogyha hozzád járulunk. YouTube (2011. április 8.)  (Hozzáférés: 2017. január 30.) (audió)
- Hogyha hozzád járulunk szemünk könnybe lábad. YouTube (2012. február 25.)  (Hozzáférés: 2017. január 30.) (videó)